# Jægergårdsgade
Jægergårdsgade i Aarhus ligger i bykvarteret Frederiksbjerg, og går fra Celebesvej i Sydhavnen til Frederiks Allé over en strækning på 1100 meter. Gadens navn stammer fra en skovriddergård kaldet Jægergården, som hørte under Marselisborg Gods. Jægergården blev opført i 1724 tæt ved Marselisborg Allé, og blev revet ned i 1910, hvorefter DSB opførte kontorbygninger på stedet.
Indtil 1923 hed vejen Jægergaardsvej og førte fra Frederiks Allé til Marselisborg Allé. Det var en markvej anlagt af Mads Pagh Bruun, som havde en klædefabrik lidt fra vejen.
Jægergaardsvejen skiftede i 1924 navn til Jægergårdsgade. Frederiksbjerg Grundejerforening bad byrådet om at få ændret navnet.

## Aarhus Oliefabrik
I 1872 blev Aarhus Palmekærnefabrik grundlagt ved siden af Jægergården. Fabrikken blev senere kendt som Aarhus Oliefabrik. Oliefabrikken producerede planteolier fra frø, nødder og kerner. I folkemunde blev den kaldt ”oliemøllen.” Fabrikken voksede med tiden, og mellem 1915-1918 byggede Aarhus Oliefabrik et nyt anlæg på havnen.

## Boligbyggeri
I 1870 var der 300 beboere på Frederiksbjerg. Bydelen var en del af Viby Sogn, hvilket gjorde det besværligt at have virksomhed i Aarhus. Der var også problemer med transporten, da der kun var få forbindelsesveje ind til Aarhus midtby. I 1874 besluttede Aarhus Byråd sig for at købe de 88 tønder land, som lå syd for banen. Dette førte til, at man byggede en ny bro, Bruuns Bro, over banen. Efter broen blev taget i anvendelse, voksede Frederiksbjerg hurtigt, det samme gjorde Jægergårdsgade. I de første år efter broens opførelse var de fleste huse, opført i Jægergårdsgade, mindre huse i ét plan. Mange af dem blev senere ombygget eller erstattet af større byggerier.

## Forretningsgade
Jærgergårdsgade har gennem tiden udviklet sig til at være en livlig forretningsgade. Det skyldes blandt andet, at den største del af trafikken sydpå før i tiden gik gennem gaden.
Gaden fik i 1900 et apotek. Bygningen var opført af Rudolf Frimodt Clausen i palæ-stil. Apoteket blev kaldt Sct. Pauls Apotek, efter Skt. Pauls Kirke som allerede lå i kvarteret. Den første apoteker Holger Skouboe var den, der betalte for byggeriet.